# 魔域幽靈系列
魔域幽靈系列是卡普空开发并发行的格鬥遊戲系列。首作於1994年7月12日在大型電玩上推出；其後作品也登陆到各種家用遊戲機上。

## 作品
- 魔域幽靈（ヴァンパイア The Night Warriors，Vampire: The Night Warriors），1994年7月發行。
- 魔域幽靈－獵人（ヴァンパイア ハンター Darkstalkers' Revenge，Vampire Hunter: Darkstalkers' Revenge）。1995年3月发行。
- 魔域幽靈－救世主（ヴァンパイア セイヴァー The Lord of Vampire，Vampire Savior: The Lord of Vampire）。1997年5月發行。
- 魔域幽靈－獵人2 / 救世主2（ヴァンパイア セイヴァー2 / ハンター2，Vampire Savior 2 / Hunter 2）。1997年9月兩版本同時發售，這兩個版本只在日本發行。

## 概要
魔域幽靈是卡普空推出的第二個格鬥遊戲系列作品（第一個為快打旋風系列），因此在本作品中添加了許多的新元素，例如，以一定順序及節奏按下攻擊鈕（即所謂的目押），角色就會展開連續不中斷的攻擊。在防禦狀態中輸入特殊指令，便能解除防禦狀態展開反擊；角色可以在空中輸入指令；在戰鬥中角色會慢慢累積能量（俗稱氣條），累積滿時可使用傷害力極大的超必殺技。而遊戲角色皆為妖魔鬼怪也是遊戲特色之一。

## 故事背景

### 魔界的誕生
「魔界創世紀」中記載，認為魔界即是「神之体」。在無的空間突如出現的「最初的生命体」正是魔界的創造者，所有魔界生物都是其子孫。文獻記載，魔界貴族統治的開始約200萬年前。現在安斯蘭特家的直系祖先，初代皇帝，魔王傑魯魯·安斯蘭特（ゼルル＝アーンスランド）。在此之前紀錄的一切資料都消失了，發掘事實真相的方法也一樣沒了。歷史被意圖竄改的可能性相當高，不過那真相也已消失在黑暗之中。
位於魔界中心的大地，魔大陸。有著血紅的赤土，無底的漆黑斷層，毛骨悚然蠢動著的森林樹木，滿溢著瘴氣的洞窟，連骨頭都能融化的毒沼，以及遍佈著無數的黑暗住民……。它廣大的面積，概算也有人間界地球全大陸面積的數百倍，包圍著外周的海洋，其廣大更是無法想像。連魔王也無法掌握全魔界的各個角落。海洋的更外圍則是由高壓縮的大氣形成的牆所阻擋著，想到外面是無法如願。古代文獻記載，外面有著與通往其他次元的裂縫，不過當然沒人能證實其存在。魔大陸中央有著標高超過8000公里的山脈峰峰相連，落差達3000公里的魔界大瀑布，通稱「Heaven To Hell」，接近的人必定捲入黑暗的瀑布潭中。位於魔大陸東岸稱為大魔海，西岸則是大魔洋。大魔海是一萬度高溫的火海，大魔洋滿佈著絕對零度的冰。兩海交界處有著深達陰界的龜裂（橫幅200公里），暴風與雷鳴從不間斷。超過數百兆種魔界生物在各處棲息，其各個領土內構成著獨自的社會。孱弱的人類連一天都無法生存的嚴酷世界，那就是魔界。
界於魔界與人間界之間，由稱為「扉」的空間歪斜所連接著。位置在魔界中央聳立的活火山，大魔峰吉拉拉·吉拉（ギララ·ギラ）山頂部更上層。光和重力，以及所有力量都能扭曲的黑色裂縫，在一定週期間（約2禮拜）重複著開閤的動作。當開口張大到最大時，魔界與人間界會在數秒間物理的連結。在彼此的空間形成相連的隧道。
「扉」的發現約2千年前。異變在沒有前兆下到來。從魔界誕生以來只要接近的人必定見識到極炎地獄，吉拉拉·吉拉噴出的火焰風暴突然在一日停止了。雷沛家當主（當時吉拉拉·吉拉周邊地帶的領主）派出使者調查原因。其後在山頂附近發現異常，到達現場的當主在那兒看到了莫大的魔力濁流，之後緊接著就被濁流吞噬。即使是擁有相當實力的魔界貴族雷沛家當主，也一瞬間被葬送。「扉」的出現，當天就傳遍魔界全土。
新的恐怖，在魔界誕生了。無防備接近的人，一瞬間會消失到次元的彼方。「扉」的出現對魔界住民而言，是召喚「死」的東西，又或者是那就是「死」，如此的恐懼著。因此，「扉」被認為是所有不吉的元兇，當時的魔界權力者們在協議的結果下，施下了封印。實際上，權力者認為為了維持權力，「扉」的利用價值被發現前藏匿起來才是正確的。以後，「扉」的存在彷彿完全被遺忘地，眾人保持沉默。
但是……魔界貴族們還是繼續進行著「扉」的研究。終於知道那是與被稱為「人間界」的異次元的接點。又，確認到他們稱為「魔力」的生命力之源，「邪惡的靈魂」在那兒有著無止境的存量。
知道了在「扉」的對面沉睡著能與統治魔界的三大貴族們相抗衡的力量之後。圍繞在「扉」的水面下爭鬥持續進行著，終於進入到了魔界戰亂的時代。然後，高漲的緊張氣氛，以靈王迦魯蘭的死爆發。

### 魔界三大貴族
安斯蘭特家（アーンスランド）當主：貝里歐爾（ベリオール）
別名「魔王」……魔界實質上的統治者，身長超過200公尺，4手4眼（其中兩隻眼在手掌上），夢魔族的莫莉卡的保護者。
與其他魔族比起，受到特殊禮遇是因為他擁有「最強大的基本魔力」一般的魔界獸的話魔力相當數十萬匹，就算對上如德米特里的A級魔界貴族，也足以匹敵數百人，以魔力的攻擊力而言，理論上是最強。他的身體隨時覆蓋著一層以魔力構成的薄膜，能防禦超過百萬度的溫度，普通的魔族光是觸碰到薄膜，就會立即灰飛湮滅。4隻手的其中2隻，一直以來交叉置於胸前封印力量，過去一次曾經解放所有手的封印，傳言當時光是單手一揮就有如秋風掃落葉般掃倒魔界貴族200人。他得意的攻擊技其一為「スケイルフォトン」，曾在100多年前，與戴米特里的戰鬥中展露過。將高壓縮的魔力化為箭矢，以超高速射出的一擊必殺技。被直接擊中的話，即使傑達和迦魯蘭也是毫無疑問即死（對付德米特里時只是用威力減低的威嚇射擊）。
雖然他擁有如此強大力量，卻對魔界的全權掌控或完全支配沒有興趣。這並不是無欲，對他而言，魔界就是他自己身體的一部分。他只是沒有那種，支配自己的手腳、對手腳發號施令的種想法罷了。話雖如此，身為名副其實的「魔界的霸者」是無庸置疑的。而魔界貴族為了企圖奪取其地位，彼此間的權力鬥爭也從不間斷。
在與德米特里的戰鬥中，貝里歐爾把「扉」和德米特里連同一起押入人間界，雖然因此獲勝，但是「空間的破壞」也對他自己造成傷害。原本過多的魔力，也因此逐漸衰退。但是，有足夠實力能趁此之危的傑達和迦魯蘭早已死亡，已經沒有能威脅他地位的存在了。魔界的衰退確實地持續中，當貝里歐魯的力量完全失去之時，正是魔界的秩序崩壞的時刻。
瓦修塔爾家（ヴォシュタル）當主：迦魯蘭（ガルナン）
三大魔界貴族中最高齡者（死亡時32000歲），藉由魔獸的使役而擁有魔界第一的情報網，已擔任2萬年以上的瓦修塔魯家當主。
年輕時的他有著不亞於貝里歐爾的魔力，但性格上比起貝里歐魯更加殘忍具攻擊性。在魔界底部的更下層，被稱為「陰界」的空間，他擁有召喚、使役居住於陰界的魔獸的特殊能力。陰界的魔獸智能低下，統率行動需要消耗莫大的魔力，非常不划算。迦魯蘭卻有著魔界獨一無二的特殊思念波，藉由思念波直接控制陰界生物的神經系統，只需些許的魔力就能隨心所欲地操縱魔獸。但是比起其他兩人他稍嫌高齡。這項能力的優越地位也漸漸地失去，單純以「魔力」強度的基準計算，已敵不過其他兩人了。
即使如此，這項使役能力在「情報收集」的形式下，發揮了莫大的功用。也因此，他被稱為「魔界的頭腦」，與他年輕時「暴君」的印象完全相反。迦魯蘭在位瓦修塔魯家當主兩萬年間，在城中收集廣大的魔界全域中所有情報。所有權力者的行動全都在迦魯蘭一手掌握中，沒人敢輕舉妄動。當然，「扉」的發現和之後的來龍去脈迦魯蘭全都一清二楚，傑達和貝里歐魯，以及其他貴族的行動也因此限制住。結果迦魯蘭想都沒想到，自己成了「魔界秩序的守護者」。
迦魯蘭死後，瓦修塔爾家家道中落，「守護者」已是名實俱亡。由於他的死亡，一口氣點起了魔界強者們為了「霸權爭奪」虎超龍驤的導火線。
多瑪家（ドーマ）當主：傑達（ジェダ）
三大魔界貴族中最年幼者……話雖如此也超過6000歲（復活時），液狀的本體能變化成各種形狀，能吸收他者的魔力，一瞬間的提昇本身的魔力。
一直以來，他對「魔界」這個世界的未來感到憂心。將魔界交給像貝里歐魯這樣的旁觀者，魔界終會老朽、荒蕪。不只如此
，貝里歐魯還可能會自以為是的說這是「壽命」「天意」。對傑達而言，貝里歐魯是不允許存在的異物。他一方面摸索確實地葬送貝里歐魯的方法，一方面等待實行的時機。
在靈王迦魯蘭死後不久。傑達身邊有個名為歐佐姆（オゾム）的年輕心腹。用一句話來形容他的話就是「美食家」。在傑達底下的目的也是為了利用職務之便享用美味靈魂。雖然實力只有A級，但巧謀奸計和蠱惑人心的話術卻是一流的。在利用他人方面的能力也是如天才般。他向傑達進言，獻上利用「扉」的魔力的計策。在魔力吸收的能力上有著絕對自信的傑達聽從進言，命令歐佐姆破壞「扉」的封印的一部分。到達「扉」前的歐佐姆，在他眼前的是超乎想像的魔力奔流漩渦。歐佐姆心想：「就算是傑達，只要吸個一次也是毫無疑問的邁向自滅」。歐佐姆認為這是奪取當主寶座的絕佳機會。於是他對傑達回覆虛偽的報告：「魔力的流出並沒有想像中的多，有破壞所有封印的必要」，並在在破壞所有封印後，逃到魔界的邊境。
傑達的自滅 ＝ 歐佐姆的出世，幸運的話傑達剩餘的魔力還能全數收下。結果這個奸計成功了。傑達原以為能完全吸收所有「扉」的魔力，就算真是如此，對歐佐姆也沒任何壞處。但是事與願違，傑達最後超越了自己的界限，爆炸四散。歐佐姆收集了「扉」廣範圍爆炸、擴散的魔力，儲存在多瑪家的城中。這就是新的多瑪之主，帝王歐佐姆誕生的由來。
一百多年後……在魔界復活的傑達，看到的是荒亂的魔界，魔界貴族傾注心力為的只是愚蠢的你爭我奪，傑達不禁眉頭一皺。對心腹歐佐姆，傑達感到的與其是憤怒，不如說是憐憫。傑達心意已決。完全復活，以及魂的完全救濟。為了這個目標，要有必要的儀式：「魔次元」。傑達站上多瑪的城堡，對歐佐姆一瞥，隻手一舉，雖然傑達的魔力還沒完全恢復，但面對完全變成「無膽匪類的冒牌美食家」的歐佐姆，要讓他消失已是十分足夠。面對驚慌而瞠目結舌的「帝王」前，「冥王」傑達靜靜地說道。「歐佐姆……很抱歉，借我力量吧。你的靈魂會成為『魔次元』的基石，為了建築魔界的未來。」多瑪的城堡連同歐佐姆一起被切入扭曲的空間，沉入黑闇之中。這就是傑達「救世」的開始，建構「魔次元」的號角。

## 影響
魔域幽靈中的女主角莫莉卡·安斯蘭特（Morrigan Aensland）在遊戲推出後一舉成名，與快打旋風裡的春麗共同成為卡普空歷久不衰的人氣女性角色，因此在魔域幽靈及快打旋風系列以外的作品，兩人仍出現在許多遊戲中。而在同人文化中，兩人更是十分常見於同人誌、Cosplay裡。

## 外部連結
- 魔域編年史官方網站* 卡普空官方網站（页面存档备份，存于）
- Killer List of Videogames網站上的簡介(英文) （页面存档备份，存于）
- Strategywiki （页面存档备份，存于）
- Hardcore Gaming101
- Darkstalkopedia （页面存档备份，存于）